# Soyuz 13
Soyuz 13 foi um segundo voo de teste da cápsula Soyuz redesenhada, que teve seu primeiro voo na Soyuz 12. Esta nave em particular foi especialmente modificada para carregar uma câmera maior para observações astrofísicas.
Usando este instrumento, os cosmonautas Valentin Lebedev e Pyotr Klimuk realizaram fotografias ultravioleta das estrelas e fotografias espectroscópicas da Terra.
Novamente, a nova variação da Soyuz agiu sem falhas quando todos os sistemas a bordo foram testados.

## Tripulação
| Posição           | Cosmonauta       |
| ----------------- | ---------------- |
| Comandante        | Valentin Lebedev |
| Engenheiro de voo | Pyotr Klimuk     |

## Parâmetros da Missão
- Massa: 6 560 kg
- Perigeu: 188 km
- Apogeu: 247 km
- Inclinação: 51,6°
- Período: 88,8 minutos